# 布朗希爾斯
布朗希爾斯（Brownhills）是英格蘭西米德蘭茲的一個城鎮，在1974年之前，布朗希爾斯屬於斯塔福德郡。據2001年人口普查，布朗希爾斯有人口12,637人。
布朗希爾斯鄰近歷史古道惠特靈大道，但一直到17世紀才有關於布朗希爾斯的相關記載。